# Caecostenetroides nipponicum
Caecostenetroides nipponicum là một loài chân đều trong họ Gnathostenetroididae. Loài này được Nunomura miêu tả khoa học năm 1975.